# Emilijan
Emilijan je moško osebno ime.

## Izvor imena
Ime Emilijan izhaja iz latinskega imena Aemilianus, ki ga razlagajo kot pridevniško izpeljanko iz rimskega rodovnega imena Aemilius in pomeni »pripadajoč rodu Aemilius«. Prvotni pomen rimskega rodovnega imena Aemilius pojasnjujejo nekateri iz latinskih besed aemulor v pomenu besede »poganjajoč se za, tekmujoč; zavisten, ljubosumen«. Drugi pa ime Aemilius razlagajo iz grških besed αιμυλιoς (aimylios) oziroma αιμυλoς (aimylos) v pomenu »priliznjen, zvit«.

## Pogostost imena
Po podatkih Statističnega urada Republike Slovenije je bilo na dan 31. decembra 2007 v Sloveniji število moških oseb z imenom Emilijan: 147.

## Osebni praznik
V koledarju je ime Emilijan zapisano 11. oktobra (Emilijan, škof) in 12. novembra (Emilijan, benediktinski opat, † 12. nov. 574).